# 鬼筆目
鬼筆目（英文：Phallales）是一個擔子菌綱下的一個目。鬼筆目是一種真菌下的分類，其下有兩個科（籠頭菌科與鬼筆科）、26個屬以及88個種。

## 下属分类
本科包括以下属：
- Clathraceae
- 籠頭菌科 Claustulaceae[3][4]
- 鬼筆科 Phallaceae[2][4]
- 原鬼笔科 Protophallaceae

科位置未定的属：
- Saprogaster Fogel & States, 2001
- Vandasia Velenovský, 1922

## 外部連結
- Order Phallales information （页面存档备份，存于）